# Prolepse
Prolepse (do grego prólepsis "ação de antes"), também conhecida como antecipação, é uma figura de linguagem na qual ocorre um deslocamento antecipativo. Em narrativa, na qual é também conhecida pelo inglês cinematográfico flashforward, é a interrupção de uma sequência cronológica narrativa pela interpolação de eventos ocorridos posteriormente. Em linguística, é uma figura sintática que antecipa um termo numa oração. Oposta à analepse, a prolepse é um recurso narrativo, ou de construção frásica, através do qual se antecipa um elemento do futuro.
Aparece em Os Lusíadas, no plano da história de Portugal, bem como no romance A ladeira da memória, de José Geraldo Vieira, em que o primeiro capítulo, na verdade, temporalmente se situaria após o último, de modo que do segundo capítulo em diante trata-se de uma analepse, ou "flashback", se considerarmos o primeiro capítulo como determinante do tempo real do romance.
O livro "Cem anos de solidão" de Gabriel García Márquez abre com prolepse analéptica, isto é, o que o narrador conta são, na verdade, recordações. Por analepse ele 'volta' ao tempo para antecipar, por prolepse, o acontecimento narrado.
Como figura sintática, é utilizado por exemplo no trecho "E estas calças, veja em que estado deixou estas calças…", deJosé Saramago, em Todos os Nomes.